# William Burges
William Burges (ur. 2 grudnia 1827 w Londynie, zm. 20 kwietnia 1881 tamże) – angielski architekt.

## Życiorys
Odbywał podróże do Francji, Niemiec, Włoch i Turcji, 1856 wygrał międzynarodowy konkurs na projekt katedry w Lille (niezrealizowany). Był jednym z czołowych architektów dojrzałej fazy wiktoriańskiego neogotyku. Jego główne dzieła to katedra w stylu francuskiego gotyku w Corcaigh w Irlandii (1863–1876), przebudowa Cardiff Castle (od 1865) i Castle Coch k. Cardiff w Walii (1875–1881) dla markiza Bute'a, Tower House w Londynie (dom własny architekta 1875–1881) i projekt Trinity College w Hartford w Connecticut w USA (1873). W swoich dziełach łączył formy angielskiej średniowiecznej architektury z motywami francuskiego gotyku. Jego budowle charakteryzują się masywnością bryły i bogactwem rzeźbiarskiego detalu.